# Divize A 2012/2013
Divizi A se hrála stejně jako v minulé sezoně 16 klubů. Tento rok se Divize A zúčastní 9 loňských aktérů a 7 nováčků, kteří buďto postoupili z krajských přeborů nebo byli přeřazeni z Divize B nebo Divize C

## Systém soutěže
Hrálo se 30 kol, každý klub se s každým soupeřem střetl 2x, jednou doma a jednou venku. Vítězný tým postoupil do ČFL, sestoupily poslední tři týmy (počet sestupujicích není každoročně předem znám, protože závisí na počtu klubů sestupujících z ČFL).

## Kluby podle krajů
- Jihočeský : FK Slavoj Český Krumlov, Sokol Čížová, FC ZVVZ Milevsko, FC MAS Táborsko B, Malše Roudné.
- Plzeňský : FC Rokycany, FC Spartak Chrást, FK Tachov, SK Senco Doubravka.
- Praha : FC Přední Kopanina, SK Aritma Praha, FK Admira Praha.
- Středočeský : Sokol Nové Strašecí, SK Benešov, FK TJ Štěchovice, FK Hořovicko.

## Kluby 2012-2013
| Klub                    | sezona 2011/2012  |
| ----------------------- | ----------------- |
| SK Benešov              | 3. místo          |
| FK Hořovicko            | 5. místo          |
| FC MAS Táborsko B       | 7. místo          |
| FK TJ Štěchovice        | 8. místo          |
| FC Rokycany             | 9. místo          |
| Sokol Čížová            | 10. místo         |
| FK Tachov               | 11. místo         |
| FC ZVVZ Milevsko        | 13. místo         |
| FK Slavoj Český Krumlov | 14. místo         |
| Sokol Nové Strašecí     | nováček Divize A  |
| FC Spartak Chrást       | nováček Divize A  |
| FC Přední Kopanina      | přesun z Divize B |
| TJ Malše Roudné         | nováček Divize A  |
| SK Senco Doubravka      | nováček Divize A  |
| FK Admira Praha         | přesun z Divize C |
| SK Aritma Praha         | nováček Divize A  |

## Konečná tabulka
| Poř. | Tým                     | Z  | V  | R  | P  | VG | OG | B  |
| ---- | ----------------------- | -- | -- | -- | -- | -- | -- | -- |
| 1.   | FK Admira Praha         | 30 | 23 | 4  | 3  | 69 | 24 | 73 |
| 2.   | FK TJ Štěchovice        | 30 | 19 | 7  | 4  | 50 | 24 | 64 |
| 3.   | FC Spartak Chrást (N)   | 30 | 12 | 13 | 5  | 46 | 30 | 49 |
| 4.   | FC Rokycany             | 30 | 12 | 9  | 9  | 45 | 43 | 45 |
| 5.   | SK Benešov              | 30 | 12 | 8  | 10 | 34 | 30 | 44 |
| 6.   | Sokol Čížová            | 30 | 11 | 11 | 8  | 42 | 41 | 44 |
| 7.   | FK Hořovicko            | 30 | 12 | 7  | 11 | 56 | 44 | 43 |
| 8.   | FC MAS Táborsko B       | 30 | 12 | 6  | 12 | 42 | 28 | 42 |
| 9.   | FK Tachov               | 30 | 10 | 10 | 10 | 56 | 47 | 40 |
| 10.  | FK Slavoj Český Krumlov | 30 | 11 | 7  | 12 | 43 | 51 | 40 |
| 11.  | SK Senco Doubravka (N)  | 30 | 11 | 5  | 14 | 60 | 48 | 38 |
| 12.  | SK Aritma Praha (N)     | 30 | 10 | 6  | 14 | 36 | 51 | 36 |
| 13.  | FC ZVVZ Milevsko        | 30 | 8  | 10 | 12 | 32 | 44 | 34 |
| 14.  | TJ Malše Roudné (N)     | 30 | 8  | 5  | 17 | 29 | 63 | 29 |
| 15.  | Sokol Nové Strašecí (N) | 30 | 7  | 6  | 17 | 38 | 65 | 27 |
| 16.  | FC Přední Kopanina      | 30 | 2  | 6  | 22 | 27 | 72 | 12 |

|  | Postup Česká fotbalová liga 2013/14 |
|  | Sestup do KRAJSKÉHO PŘEBORU         |